# Bengt Lennart Andersson
Bengt Gustaf Lennart Andersson, född 15 februari 1924 i Skövde, död där 28 oktober 2016, var en svensk konstnär.
Andersson studerade konst vid Hovedskous målarskola i Göteborg och under studieresor till Danmark och Belgien. Hans konst består av tavlor med en bondsk stil med mycket kolorit. Andersson är representerad i Skövde kommun, Konstmuseet i Skövde, Skara kommun och Göteborgs konstmuseum. Han är begravd på Sankta Birgittas kyrkogård i Skövde.